# Caché (informática)

Diagrama de una memoria caché de CPU

En informática, una caché, antememoria o memoria intermedia es un componente de hardware o software que guarda datos para que las solicitudes futuras de esos datos se puedan atender con mayor rapidez; los datos almacenados en una caché pueden ser el resultado de un cálculo anterior o el duplicado de datos almacenados en otro lugar, generalmente, da velocidad de acceso más rápido. Se produce un acierto de caché cuando los datos solicitados se pueden encontrar en esta, mientras que un fallo de caché ocurre cuando no están dichos datos. La lectura de la caché es más rápida que volver a calcular un resultado o leer desde un almacén de datos más lento; por lo tanto, cuantas más solicitudes se puedan atender desde la memoria caché, más rápido funcionará el sistema.
Una caché de memoria se refiere a la memoria de acceso rápido de una unidad central de procesamiento (CPU), que guarda temporalmente los datos recientes de los procesados (información).
La memoria caché es un búfer especial de memoria que poseen las computadoras, que funciona de manera semejante a la memoria principal, pero es de menor tamaño y de acceso más rápido. Surgió cuando las memorias ya no fueron capaces de acompañar a la velocidad del procesador, por lo que se puede decir que es una memoria auxiliar, que posee una gran velocidad y eficiencia, y sirve para que el microprocesador reduzca el tiempo de acceso a datos ubicados en la memoria principal que se utilizan con más frecuencia.
La caché es una memoria que se sitúa entre la unidad central de procesamiento (CPU) y la memoria de acceso aleatorio (RAM) para acelerar el intercambio de datos.
Cuando se accede por primera vez a un dato, se hace una copia en la caché; los accesos siguientes se realizan a dicha copia, haciendo que sea menor el tiempo de acceso medio al dato. Cuando el microprocesador necesita leer o escribir en una ubicación en la memoria principal, primero verifica si una copia de los datos está en la caché; si es así, el microprocesador de inmediato lee o escribe en la memoria caché, que es mucho más rápido que de la lectura o la escritura a la memoria principal.
De forma similar, el caché software es un espacio de memoria que contiene los datos calculados o copiados desde un espacio más lento. Un ejemplo habitual es hablar de la caché del navegador web. Este espacio en disco contiene la información temporal descargada desde Internet o red interna que, por la naturaleza del sistema, siempre tendrá una velocidad más lenta que el disco físico de la máquina.

## Etimología y ortografía
La palabra procede del inglés cache («escondite secreto para guardar mercancías, habitualmente de contrabando»), y esta a su vez del francés caché, («escondido u oculto»). A menudo, en español se escribe con tilde sobre la «e», del mismo modo como se venía escribiendo con anterioridad el neologismo «caché» («distinción o elegancia» o «cotización de un artista»), proveniente también del francés, pero no de la misma palabra, sino de cachet («sello o salario»).
La Real Academia Española, en su Diccionario de la lengua española, solo reconoce la palabra con tilde, aunque en la literatura especializada en arquitectura de computadoras (por ejemplo, las traducciones de libros de Andrew S. Tanenbaum, John L. Hennessy y David A. Patterson) se emplea siempre la palabra sin tilde, por ser anglosajona, y debe por ello escribirse en cursiva (cache).

## Motivación

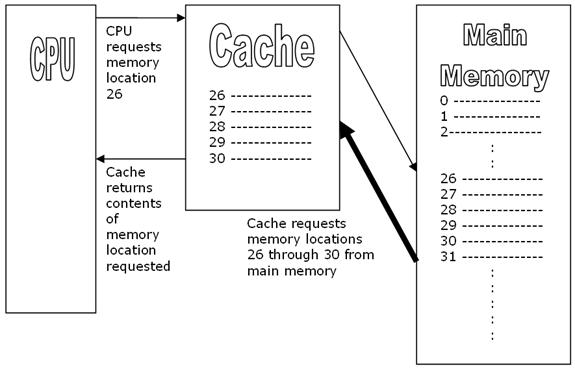
Esquema de funcionamiento de caché

Existe una relación inherente entre el tamaño y la velocidad; dado que un recurso más grande implica mayores distancias físicas, pero también una compensación entre tecnologías costosas (como SRAM) versus productos más baratos, fácilmente producidos en masa (como DRAM o discos duros).
El almacenamiento en búfer proporcionado por una caché beneficia tanto el ancho de banda como la latencia:

### Latencia
El acceso a un recurso en un dispositivo diferente de la memoria de acceso rápido del procesador, incurre en una latencia significativa para poder trabajar con estos. Puede tomar cientos de ciclos de reloj para que un procesador moderno de 4 GHz llegue a tener disponible los datos o instrucciones almacenados en una DRAM. Esto se mitiga leyendo en fragmentos y almacenando los datos temporalmente en una memoria más rápida o cercana al procesador, con la esperanza de que las lecturas posteriores sean más rápidas. Las técnicas de predicción o de obtención previa explícita (en inglés, prefetching) permiten «adivinar» de dónde vendrán las lecturas futuras y realizar las solicitudes con anticipación; si se hace correctamente, la latencia se reduce a niveles de tiempo próximos al de los ciclos de trabajo del procesador.

### Ancho de banda
El uso de una caché también permite un mayor rendimiento (en inglés, se usa el término throughput) del recurso subyacente, mediante el empaquetado de múltiples transferencias de pequeñas en solicitudes más grandes y más eficientes. En el caso de DRAM, esto podría servirse por un bus más ancho. Imagínese un programa escaneando bytes en un espacio de direcciones de 32 bits, pero atendido por un bus de datos de 128 bits fuera de chip; los accesos de byte individuales sin caché solo permitirían usar 1/16 del ancho de banda total, y el 80 % del movimiento de datos serían direcciones. Leer trozos más grandes reduce la fracción de ancho de banda requerida para transmitir información de dirección.

## Tipos de caché
La unidad caché es un sistema especial de almacenamiento de alta velocidad. Puede ser tanto un área reservada de la memoria principal como un dispositivo de almacenamiento de alta velocidad independiente.
Hay tres tipos de caché frecuentemente usados en computadoras personales: caché de disco, caché de pista y caché web.

### Caché de disco
Es una porción de memoria RAM asociada a un disco, con el fin de almacenar datos recientemente leídos y agilizar su carga en el caso de que sean solicitados otra vez. Puede mejorar notablemente el rendimiento de las aplicaciones, dado que acceder a un byte de datos en RAM puede ser miles de veces más rápido que acceder a un byte del disco duro.

### Caché de pista
Es una memoria de estado sólido tipo RAM cuyo uso generalmente se limita a las supercomputadoras por su costo tan elevado.

### Caché web
Es la encargada de almacenar documentos web para reducir el ancho de banda consumido, la carga de los servidores y el retraso de las descargas. Existen tres tipos de caché web: privados, que solo funcionan para un usuario; compartidos, que sirven páginas a varios usuarios, y pasarela, que funcionan a cargo del propio servidor original, de forma que los clientes no distinguen unos de otros.

## Composición interna
Los datos en la memoria caché se alojan en distintos niveles según la frecuencia de uso que tengan. La información puede transferirse entre los distintos niveles de forma inclusiva o exclusiva:
- Caché inclusivo: los datos solicitados se quedan en la memoria caché de procedencia, es decir, se mantiene una copia en dos o más niveles.
- Caché exclusivo: los datos solicitados se eliminan de la memoria caché de procedencia una vez transferidos al nuevo nivel.

### Memoria caché nivel 1 (Caché L1)
También llamada memoria interna, se encuentra en el núcleo del microprocesador. Se utiliza para almacenar y acceder a datos e instrucciones importantes y de uso frecuente, agilizando los procesos, al ser el nivel que ofrece un tiempo de respuesta menor. Se divide en dos subniveles:
- Nivel 1 Data Cache: se encarga de almacenar datos usados frecuentemente.
- Nivel 1 Instruction Cache: se encarga de almacenar instrucciones usadas frecuentemente.

### Memoria caché nivel 2 (Caché L2)
Se encarga de almacenar datos de uso frecuente, es mayor que la caché L1, pero a costa de ser más lenta. Aun así, es más rápida que la memoria principal (RAM). Puede ser inclusiva y contener una copia del nivel 1, además de información extra o exclusiva, y que su contenido sea totalmente diferente de la caché L1, proporcionando así mayor capacidad total.

### Memoria caché nivel 3 (Caché L3)
Es más rápida que la memoria principal (RAM), pero más lenta y mayor que L2, ayuda a que el sistema guarde gran cantidad de información, agilizando las tareas del procesador. En esta memoria se agiliza el acceso a datos e instrucciones que no se localizaron en L1 o L2. Al igual que la L2, puede ser inclusiva y contener una copia de L2 además de información extra o, por el contrario, ser exclusiva y contener información totalmente diferente a la de los niveles anteriores, consiguiendo así una mayor capacidad total.

## Diseño
En el diseño de la memoria caché se deben considerar varios factores que influyen directamente en el rendimiento de la memoria y por lo tanto en su objetivo de aumentar la velocidad de respuesta de la jerarquía de memoria. Estos factores son las políticas de ubicación, extracción, reemplazo y escritura.

### Política de ubicación
Decide dónde debe colocarse un bloque de memoria principal que entra en la memoria caché. Las más utilizadas son:
- Directa: al bloque i-ésimo de memoria principal le corresponde la posición i módulo n, donde n es el número de bloques de la memoria caché. Cada bloque de la memoria principal tiene su posición en la caché y siempre en el mismo sitio. Su "inconveniente" es que cada bloque tiene asignada una posición fija en la memoria caché y ante continuas referencias a palabras de dos bloques con la misma localización en caché, hay continuos fallos habiendo sitio libre en la caché.
- Asociativa: los bloques de la memoria principal se alojan en cualquier bloque de la memoria caché, comprobando solamente la etiqueta de todos y cada uno de los bloques para verificar acierto. Su principal "inconveniente" es la cantidad de comparaciones que realiza.
- Asociativa por conjuntos: cada bloque de la memoria principal tiene asignado un conjunto de la caché, pero se puede ubicar en cualquiera de los bloques que pertenecen a dicho conjunto. Ello permite mayor flexibilidad que la correspondencia directa y menor cantidad de comparaciones que la totalmente asociativa.

### Política de extracción
La política de extracción determina cuándo y qué bloque de memoria principal hay que traer a memoria caché. Existen dos políticas muy extendidas:
- Por demanda: un bloque solo se trae a memoria caché cuando ha sido referenciado y no se encuentre en memoria caché.
- Con prebúsqueda: cuando se referencia el bloque i-ésimo de memoria principal, se trae además el bloque (i+1)-ésimo. Esta política se basa en la propiedad de localidad espacial de los programas.

### Política de reemplazo
Determina qué bloque de memoria caché debe abandonarla cuando no existe espacio disponible para un bloque entrante. Básicamente hay cuatro políticas:
- Aleatoria: el bloque se reemplaza de forma aleatoria.
- FIFO: se usa el algoritmo First In First Out (FIFO) (primero en entrar primero en salir) para determinar qué bloque debe abandonar la caché. Este algoritmo generalmente es poco eficiente.
- Usado menos recientemente (LRU): sustituye el bloque que hace más tiempo que no se ha usado en la caché. Se trae a caché el bloque en cuestión y se modifica ahí.
- Usado con menor frecuencia (LFU): sustituye el bloque que ha experimentado menos referencias.

### Política de actualización o escritura
Determinan el instante en que se actualiza la información en memoria principal cuando se hace una escritura en la memoria es ejecutada. Existen dos casos diferentes:

#### Sobre la memoria caché
- Escritura inmediata: Se escribe a la vez en memoria caché y memoria principal para mantener una coherencia en todo momento.
- Postescritura: El bloque donde se escribió queda marcado con un bit llamado bit de basura; cuando se reemplaza por la política de reemplazamiento se comprueba si el bit se encuentra activado, si lo está, se escribe la información de dicho bloque en la memoria principal.

#### Sobre la memoria principal
- Asignación en escritura: El bloque referenciado se copia de la memoria principal a la caché y después el bloque se envía a la CPU.
- No asignación en escritura: Envía el bloque directamente de la memoria principal a la CPU y al mismo tiempo la carga en la caché.

## Optimización
Para una optimización en la manera en que se ingresa a la memoria caché y cómo se obtienen datos de ella, se han tomado en cuenta distintas técnicas que ayudarán a que haya menos reincidencia de fallos.[cita requerida]

### Mejorar el rendimiento
- Reducir fallos en la caché (miss rate).
- Reducir penalizaciones por fallo (miss penalty).
- Reducir el tiempo de acceso en caso de acierto (hit time).

### Reducción de fallos

#### Tipos de fallos
Existen tres tipos de fallos en una memoria caché (se conocen como clasificación 3C):
- Forzosos (Compulsory o Cold): En el primer acceso a un bloque, este no se encuentra en la caché (fallos de arranque en frío o de primera referencia).
- Capacidad (Capacity): La caché no puede contener todos los bloques necesarios durante la ejecución de un programa.
- Conflicto (Conflict): Diferentes bloques deben ir necesariamente al mismo conjunto o línea cuando la estrategia es asociativa por conjuntos o de correspondencia directa (fallos de colisión).

En un sistema multiprocesador, existen dos tipos más de fallos (clasificación 5C):
- Coherencia (Coherence): El bloque se encuentra en caché en estado inválido ante una lectura o sin permiso de escritura ante una escritura debido a la solicitud del bloque por otro procesador.
- Cobertura (Coverage): El bloque se encuentra en caché pero en estado inválido (sin permisos) debido a una invalidación emitida a causa de un reemplazo en el directorio, que causa la pérdida de la información de compartición.

#### Técnicas para reducir fallos
Existen diversas técnicas para reducir esos fallos en la caché. Algunas son:
- Incrementar el tamaño del bloque.

- Ventajas: Se reducen los fallos forzosos como sugiere el principio de localidad espacial. ::*Inconvenientes: Aumentan los fallos por conflicto al reducirse el número de bloques de la caché y los fallos de capacidad si la caché es pequeña. La penalización por fallo aumenta al incrementarse el tiempo de transferencia del bloque.

- Incremento de la asociatividad.

- Ventajas: Se reducen los fallos por conflicto.
- Inconveniente: Aumenta el tiempo de acceso medio al incrementarse el tiempo de acierto (multiplexión). También aumenta el coste, debido a los comparadores.

- Caché víctima. Consiste en añadir una pequeña caché totalmente asociativa (1-5 bloques) para almacenar bloques descartados por fallos de capacidad o conflicto. En caso de fallo, antes de acceder a la memoria principal se accede a esta caché. Si el bloque buscado se encuentra en ella, se intercambian los bloques de ambas cachés.

- Optimización del compilador. El compilador reordena el código, de manera que, por la forma en que se hacen los accesos, se reducen los fallos de caché.

#### Reducción de tiempo de acceso
- Cachés pequeñas y simples. Las cachés pequeñas permiten tiempos de acierto reducidos pero tienen poca capacidad.

En las cachés de correspondencia, la comprobación de la etiqueta y el acceso al dato, se hace al mismo tiempo.
- Evitar la traducción de direcciones. Evita la traducción durante la indexación de la caché (consiste en almacenar direcciones de la caché, evitando así la traducción de direcciones virtuales a físicas en caso de acierto).
- Escrituras en pipeline para aciertos en escritura rápidos. Consiste en crear un pipeline para las operaciones de escritura, de manera que la escritura actual se hace solapada en el tiempo con la comparación de etiquetas de la escritura siguiente:[6]